# Oblężenie Tuluzy
Oblężenie Tuluzy (bitwa pod Tuluzą) w Niedzielę Wielkanocną 10 kwietnia 1814 było jednym z ostatnich starć wojen napoleońskich, a tym samym wojny na Półwyspie Pirenejskim, cztery dni po kapitulacji Napoleona przed armiami VI koalicji. Setki żołnierzy poległo w czasie tej niepotrzebnej bitwy, zanim wiadomości o ostatnich wydarzeniach dotarły na południe Francji.

## Wstęp
Po inwazji południowo-zachodniego skrawka Francji na początku roku, armia sprzymierzonych, składająca się z brytyjskich, hiszpańskich i portugalskich wojsk pod naczelnym dowództwem feldmarszałka markiza Wellington, podeszła pod Tuluzę, jedno z niewielu miast we Francji wciąż lojalnych wobec Napoleona.
W Tuluzie stacjonował niewielki kontyngent wojsk francuskich podporządkowanych marszałkowi Soultowi. Wojska francuskie u podnóża Pirenejów, zmuszone po raz pierwszy walczyć z nieprzyjacielem na swej własnej ziemi, a także z powodu powtarzających się zwycięstw koalicji na północy i wschodzie kraju, ulegały demoralizacji. Wojska w Hiszpanii były – od roku 1810 – w stałym odwrocie i do końca 1813 straciły ponad 300 tysięcy ludzi.

## Bitwa

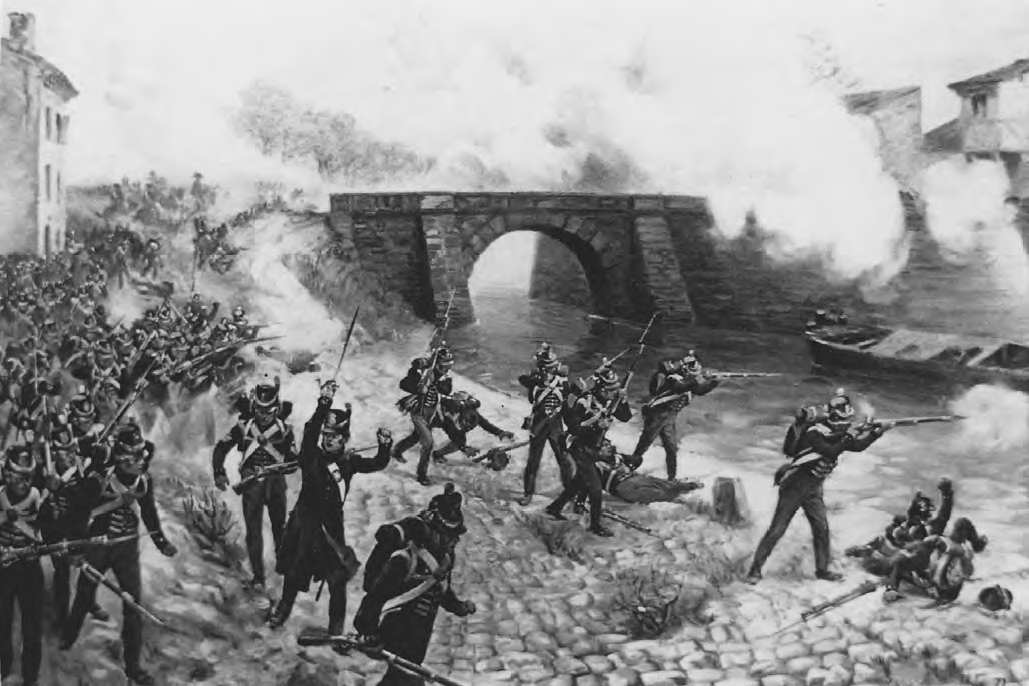
Wymiana ognia pomiędzy brytyjską piechotą a Francuzami podczas bitwy pod Tuluzą w 1814 (Henri Dupray).

Marszałek Soult dowodził około 40 tys. ludzi, którzy z odpowiednim wyprzedzeniem przystąpili do budowy fortyfikacji, przygotowując się do obrony, która – zdaniem Soulta – mogła zatrzymać nieprzyjaciół pod murami do nadejścia odsieczy z Włoch. Licząca ponad 50 tys. armia sprzymierzonych zamierzała – przed szturmem – zająć pasmo wzgórz na wschód od miasta; zadanie to powierzono marszałkowi Beresfordowi przy jednoczesnym odciążającym uderzeniu wprost na miasto sił generała Rowlanda Hilla. Wywiad brytyjski nie docenił jednak poziomu morale obrońców, co przyczyniło się do ciężkich strat w szeregach atakujących. W końcu jednak brytyjsko-hiszpańskie oddziały zajęły wzgórza, co pozwoliło na ostrzał artyleryjski miasta i jego fortyfikacji. Wojska sprzymierzonych zaczęły zamykać pierścień oblężenia, dokonując od czasu do czasu sporadycznych ataków na umocnienia. Wszystkie zostały odparte.

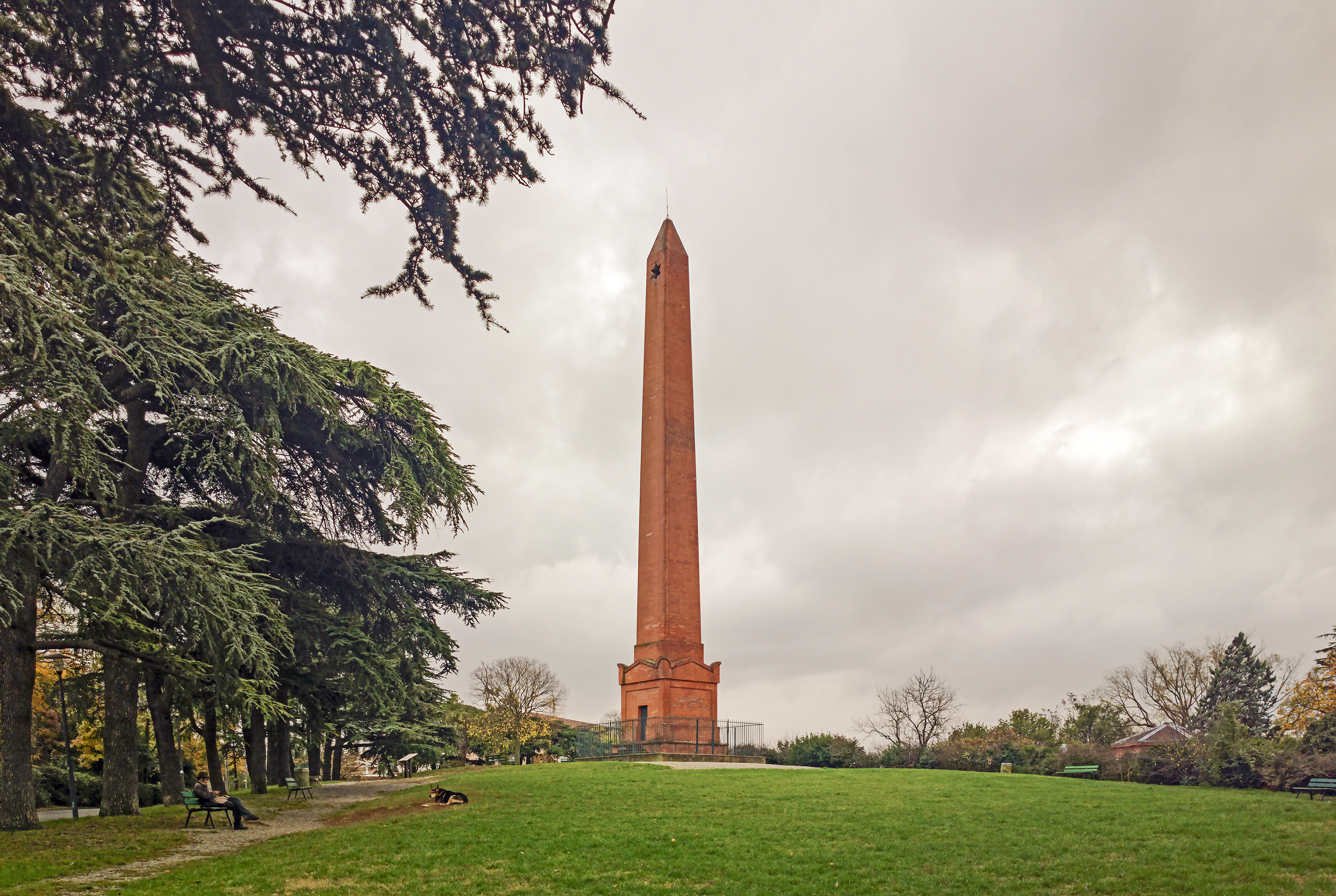
Pomnik upamiętniający bitwę pod Tuluzą (1814).

Wieczorem 10 kwietnia Soult otrzymał oficjalną wiadomość z Paryża, że Napoleon skapitulował. W tej sytuacji sztab Soulta proponował marszałkowi poddanie miasta, argumentując, że przybycie odsieczy jest raczej wątpliwe. Po kilku godzinach nadeszła kolejna wiadomość o poddawaniu się armii francuskich w całym kraju. W tej sytuacji Soult wysłał do Wellingtona parlamentariuszy i podjął rozmowy kapitulacyjne. Miasto – po krótkotrwałej okupacji wojsk koalicji latem 1814, które wycofały się za Pireneje we wrześniu – zostało przejęte przez rojalistów.